# Кабанажен
Кабанажен (порт. Cabanagem — буквально «беднота») — одно из многочисленных бунтарских движений в Бразилии XIX века, развернувшееся в 1835—1840 годах. Сформировалось на территории ныне упразднённой провинции Гран-Пара и Мараньян, расположенной в северной Бразилии и разделённой ныне на ряд штатов (Амазонас, Сеара и проч.). Предпосылки для восстаний были следующие: крайняя бедность населения провинции, в основном состоящего из индейцев, метисов-кабоклу и беглых негров-рабов с побережья страны, обитавших в жалких деревянных лачугах кабанажен, установленных на сваях для защиты от наводнений. Местная белая элита латифундистов также поддержала сепаратистское движение в провинции. Дело в том, что во времена португальского контроля провинция была одним из двух номинально равнозначных субъектов Португальской колониальной Бразилии. Но после получения Бразилией независимости все основные решения принимались на юге страны. Гран-Пара фактически превратился во внутреннюю колонию Бразильской империи.

## Жертвы и разрушения
В ходе конфликта погибло от 30 до 40 % населения Гран-Пара-Мараньяна, то есть от 30 до 50 тыс. чел. В 1833 году в штате насчитывалось 119 877 жителей, из которых 32 751 составляли индейцы (27,3 %) и 29 977 черных рабов (25 %). Парду (смешанные) — 42 000 чел (35 %). Белых насчитывалось всего 15 000 (12,5 %), более половины из них составляли португальцы. Движение обнажило расовые противоречия в Бразилии, но в целом имело скорее классовый, а также регионалистский характер.